# イロンドゥ・ムサヴ＝キング
イロンドゥ・ムサヴ＝キング（Yrondu Musavu-King 、1992年1月8日 - ）は、ガボン・リーブルヴィル出身のプロサッカー選手。ガボン代表。ポジションは、ディフェンダー。

## 代表歴
2013年3月23日、2014 FIFAワールドカップ・アフリカ予選・サッカーコンゴ共和国代表戦で先発出場し初キャップを記録。試合には0-1で敗れた。